# NGC 3375
NGC 3375 је лентикуларна галаксија у сазвежђу Секстант која се налази на NGC листи објеката дубоког неба.
Деклинација објекта је - 9° 56' 31" а ректасцензија 10h 47m 0,7s. Привидна величина (магнитуда) објекта NGC 3375 износи 12,6 а фотографска магнитуда 13,6. Налази се на удаљености од 40,209 милиона парсека од Сунца. NGC 3375 је још познат и под ознакама MCG -2-28-8, MCG -1-28-2, PGC 32205.